# Tetraena rigida
Tetraena rigida är en pockenholtsväxtart som först beskrevs av Schinz, och fick sitt nu gällande namn av Beier & Thulin. Tetraena rigida ingår i släktet Tetraena och familjen pockenholtsväxter. Inga underarter finns listade i Catalogue of Life.